# 阿玛乌奈特
阿玛乌奈特(“Amunet”，/ˈæməˌnɛt/；也拼写为“Amont”或“Amaunet”)是古埃及宗教中的一位原始女神。八元神成员之一，阿蒙神的配偶。其形象为一条蛇，或蛇首女身，头戴下埃及底比斯红色王冠；在荷莫波里斯(Hermopolis)是蛙首女身模样。另外，还有母牛的形象。 
她名字的意思是“女隐神”，仅是阿蒙神的女性格式名。可以说，她从来就不是一位独立的神，因为他们总是作为一对被提及。
至少在十二王朝(公元前1991至公元前1803年)，她作为阿蒙神配偶的地位就已被木特(Mut)替代，但在底比斯崇拜阿蒙神的地区仍有着重要的地位。在那里，她被看作是法老的保护神。

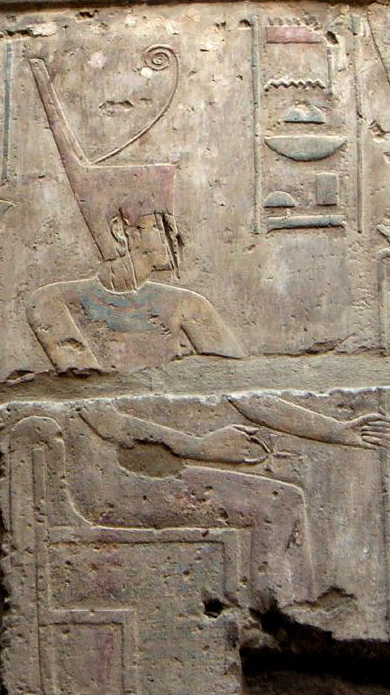
卢克索神庙中的阿玛乌奈特浮雕像

在阿蒙神的崇拜中心-卡纳克，祭司们对阿玛乌奈特有专门的祭祀。女神也在王室典礼如“赫卜-塞德节”(Heb-Sed festival)中发挥着作用。阿玛乌奈特被描述为一位头戴红冠并肓扛莎草杆的妇女。
在卡纳克后期文献中，她与女神涅伊特(Neith)混同，虽然在后来的托勒密王国时期(公元前323年-公元前30年)她又以不同的神被重新提起。